# ارمنی‌های اتریش
ارمنی‌های اتریش یک اقلیت قومی محسوب می‌شوند. تعدادشان حدود ۶۰۰۰ نفر است که اکثراً در وین زندگی می‌کنند. جامعه بسیار مهمی از گروه مخیتاریست‌ها در وین وجود دارد که نقش مهمی را در کشور و نیز در جهان ایفا می‌کنند.

## تاریخچه
تاریخ ارمنی‌های اتریش به زمان آزادی وین از محاصره ترک‌ها در پایان قرن هفدهم بازمی‌گردد. در این موقع چندین تاجر ارمنی، بازار جدیدی را در امپراتوری هابسبورگ بنا نهادند.
در سال ۱۷۷۵ ماریا ترزا به فرقه مخیتاریست کلیسای کاتولیک ارمنی، اجازه رسمی اقامت در امپراتوری هابسبورگ را داد. فرقه مخیتاریست در وین به توسعه فرهنگ ارمنی در اروپای مرکزی از طریق چاپ کتاب‌ها و دایر کردن کالج برای پسران ارمنی کمک نمود.
از زمانی که ارامنه بسیار فعال و به خوبی سازماندهی شده استان سوزوای عثمانی (امروزه بوکوینا است که بخشی از خاک اوکراین می‌باشد) که به امپراتوری اتریش پیوستند و ارامنه به‌طور خودکار شهروند امپراتوری شدند.
در اوائل قرن نوزدهم، ارامنه اتریش به عنوان یک جامعه دینی خودمختار، رسماً مورد شناسایی قرار گرفته بودند. جامعه ارمنی در وین، رشد ثابتی داشت به‌گونه‌ای که قبلاً در ۱۸۹۶ اولین تلاش‌ها برای بنا نهادن یک جامعه حواری ارمنی ارائه گردید. در سال ۱۹۱۲ مادور کرچکی در وین ساخته شد جنگ جهانی اول و عواقب آن جامعه ارمنی اتریش را دگرگون کرد. ارامنه ناحیه بوکوینا در طی این جنگ از اتریش جدا شدند ولی موج تازه‌ای از مهاجرت‌های ارامنه در نتیجه قتل‌عام ارامنه توسط ترک‌های عثمانی در سال ۱۹۱۵ به اتریش صورت گرفت.
بعد از انتصاب اولین پیشوای روحانی ارامنه در سال ۱۹۲۰ جمعیت ارامنه در اتریش به رشد خود ادامه داد. همچنین تعداد آنها از طریق پناهندگان لبنان، سوریه، عراق، ایران و نیز کارگران ارمنی مهاجر از ترکیه و این اواخر از جمهوری ارمنستان افزایش یافت.
در سال ۱۹۶۸ کلیسای حواری ارمنی هریپسیمه مقدس وین تقدیس شد که انگیزه تازه‌ای به رشد دائمی جامعه ارمنی در وین داد. یک مدرسه شنبه ارمنی به نام هوانس شیراز هم وجود دارد.
هر دو کشور در سال ۱۹۹۶ با هم روابط دیپلماتیک برقرار نمودند. ارمنستان یک سفارت‌خانه در وین دارد و نمایندگی کشور اتریش در ارمنستان از طریق سفارت اتریش در مسکو روسیه عمل می‌کند.